# Casa Carvallo (Amposta)
La casa Carvallo és un edifici d'Amposta inclòs a l'Inventari del Patrimoni Arquitectònic de Catalunya.

## Descripció
És un edifici quadrangular de planta irregular amb dues seccions: un edifici de base rectangular i una part afegida pel costat esquerre de la façana principal, també de planta rectangular i més alta.
Està situat a l'extrem d'una illa que dona a la plaça Cecília Carvalho. Té planta baixa i dos pisos, així com coberta plana. L'ordenació de la suposada façana principal, del carrer Elisa, és perfectament simètrica, sense comptar el cos afegit: hi ha una gran porta central d'arc rebaixat i una finestra a cada costat a la planta baixa; hi ha una finestra central i un balcó a cada costat, amb notable barana de ferro, als dos pisos superiors; una senzilla cornisa i una barana amb un entramat que envolta les tres façanes, fet de maons, coronen la façana. Els elements ornamentals damunt la barana són en forma de fulles. La façana lateral dreta presenta dues galeries amb cinc pilars de diferent gruix, amb el mateix tipus d'entramat de les baranes i els mateixos elements ornamentals de fulles a la barana superior.

## Història
Fou construïda com a residència de la família Carvalho dins la propietat que tenien i on existien uns sequers d'arròs i altres espais per desenvolupar les feines relacionades amb el cultiu d'aquest cereal.
El cos afegit per la part esquerra de la façana principal és obra del segle xx, anterior a la guerra civil.